# Václav Šálek
Václav Šálek (* 18. února 1973, Valtice) je český profesionální reportážní fotograf a fotoreportér pracující od roku 2002 jako fotoreportér pro Českou tiskovou kancelář.

## Životopis
Od narození žije v Břeclavi. Fotografování se začal věnovat už na základní škole. Během studia na Gymnázium Břeclav (1987–1991) se stal nejmladším členem břeclavského Fotoklubu, se kterým pravidelně vystavoval a zúčastňoval se fotografických soutěží. Na popud svého středoškolského profesora, hudebního kritika, začal fotografovat písničkáře, kapely, hudební festivaly. Jeho fotografie začaly vycházet v časopisech (Populár, Folk a Country, Květy, Hitbox), ale i ve zpěvnících či na obalech CD. Spolupracoval i s deníky a týdeníky.
V roce 1987 se stal členem Svazu českých fotografů, v roce 2001 členem mezinárodní federace novinářů Internacional Federation of Journalists.
V roce 1999 se stal kmenovým fotografem deníku Rovnost.
Od května 2002 fotografuje pro národní tiskovou agenturu ČTK. Od té doby zaznamenává dění nejen v Jihomoravském kraji, ale i významné akce na Slovensku, případně v Rakousku. Fotografoval četné politiky, zahraniční návštěvy státníků, papeže. Několikrát dokumentoval mistrovství světa v hokeji, ve florbale, krasobruslení, tenisový Davis Cup, Moto GP a jiné sporty. Dokumentuje také běžný život obcí, divadlo, folklór, ale také pohromy jako třeba povodně či tornádo v roce 2021. Jeho fotografie se prostřednictvím zahraničních agentur, především AP, objevují i v zahraničních médiích jako je The New York Times, Washington Post a dalších. V srpnu 2020 získal za fotografii obřích modelů Země a Měsíce cenu Czech Press Photo. V dubnu 2023 získal cenu Czech Press Photo za fotografii Selfie.
Účastní se i jako porotce fotografických soutěží. Od roku 2002 vydal přes 100 tisíc fotografií pod značkou ČTK.